# Golesztán palota
A Golesztán palota (újperzsa: کاخ گلستان) az iráni uralkodócsalád épületcsoportjainak egyike. A Teheránban található palota a 18. század vége, a 19. század eleje körül épült, és az Iszlám Köztársaság megalakulásáig az iráni uralkodó hivatalos székhelye volt.

## Története
A Golesztán palota (Virágok Palotája) Teherán történelmi emlékeinek egyik darabja, amely az iráni uralkodócsalád épületcsoportjaihoz, Teherán(Arg) régi fellegvárához tartozik. Az Arg a Szafavida dinasztia (1502–1736), I. Tahmászp (1524–1576) uralkodása idején épült, később a Zand dinasztia megalapítója, Karim  (kb. 1750–1779) újította fel és bővítette ki. A Kádzsár Aga Mohamed kán Teheránt választotta fővárosának, és a fellegvár a Kádzsárok (1794–1925) székhelyévé vált. Az udvar és a palota a Kádzsárok hivatalos rezidenciája lett, melyet 1865-ben Haji Abul Haszan Mimar Navai alakított át mai formájára.
A Golesztán palotát 1925–1979 között, Reza Pahlavi korában csak hivatalos fogadásokra használták, a Pahlavi-dinasztia pedig saját palotáját Niavaranban építette fel (Niavaran komplexum).  Teheránban vannak más paloták is,  például a Szádábád palota, mely a sah nyári rezidenciája, és az újonnan létrehozott Niavaran palota is.
A Golesztán palotában a legfontosabb szertartás 1925-ben, Reza Pahlavi sah koronázása, majd 1967-ben fia, Mohammad Reza Pahlavi, Irán utolsó sahjának koronázása volt a „Márvány trón”on.
Reza Pahlavi sah idejében, 1925 és 1945 között az épületkomplexum nagy részét a sah parancsára lebontották, a régi épületek helyén az 1950-es és 1960-as évek modern stílusú kereskedelmi épületeket emeltek. A Golesztán palota megmenekült, ma múzeum található benne.
A a Golestan palotát 2013. június 23-án az UNESCO felvette a világörökségi helyszínek listájára is.

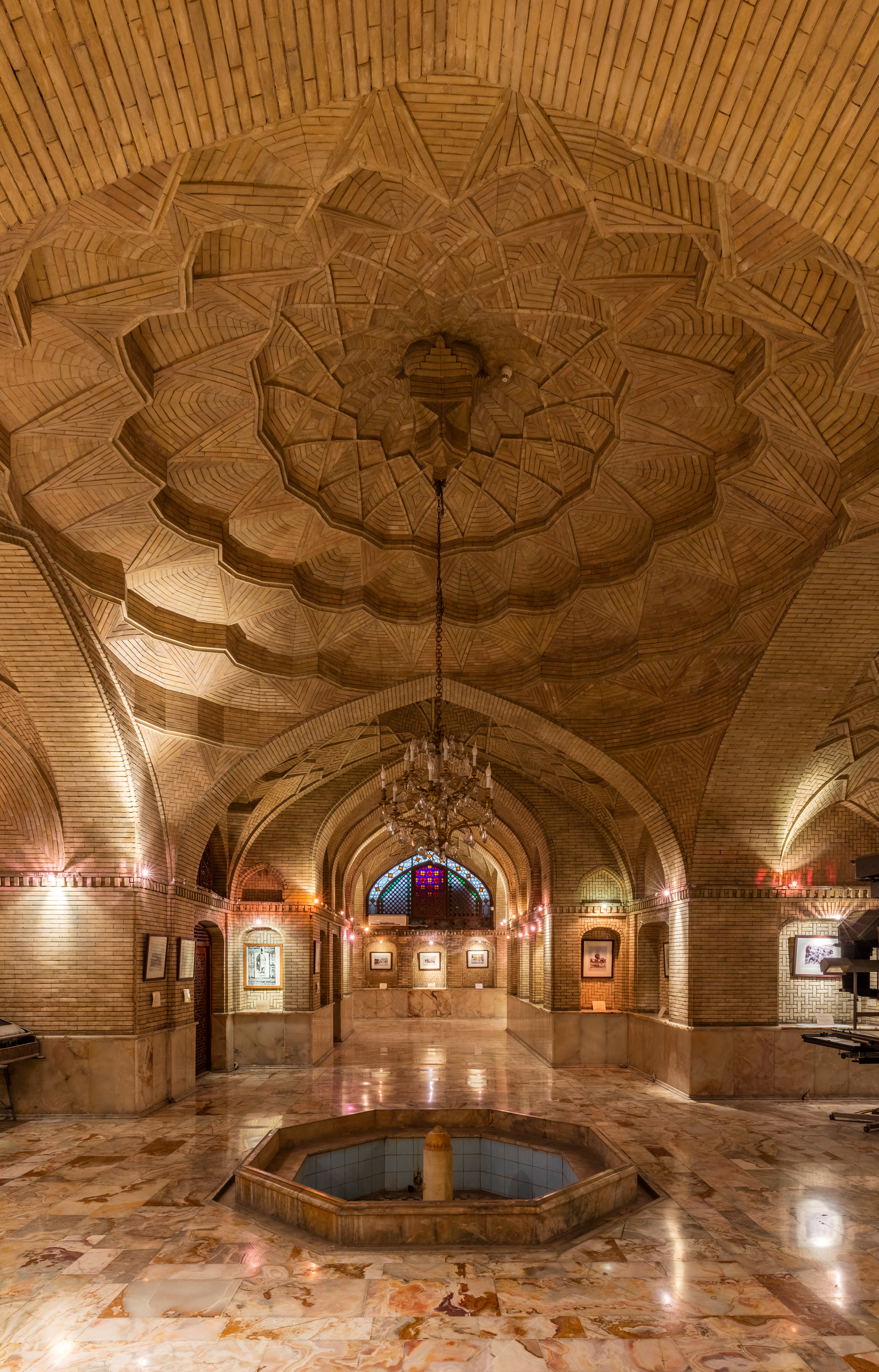
A Golesztán palota egyik terme, mely ma fotómúzeumként működik

## Galéria
- A Golesztán palota kertjének részlete